# Wiktorija Alexandrowna Nikischina
| Medaillenspiegel           |     |     |     |
| Olympische Sommerspiele    | 1 × | 0 × | 0 × |
| Fechtweltmeisterschaften   | 0 × | 1 × | 0 × |
| Fechteuropameisterschaften | 1 × | 2 × | 3 × |

Wiktorija Alexandrowna Nikischina (russisch Виктория Александровна Никишина; * 9. September 1984 in Moskau, Sowjetunion) ist eine russische Florettfechterin und Olympiasiegerin.

## Erfolge
Bei den Olympischen Spielen 2008 in Peking gewann die 1,74 m große Nikischina zusammen mit Swetlana Boiko, Jewgenija Lamonowa und Aida Schanajewa Gold mit der russischen Florett-Mannschaft. Im Florett-Einzelwettbewerb belegte die damals 23-Jährige den 15. Platz.
Bei den Weltmeisterschaften 2003 in Havanna gewann sie Silber mit der russischen Florett-Mannschaft hinter der Mannschaft aus Polen.
Bei den Europameisterschaften 2008 in Kiew gewann Nikischina Gold mit der russischen Florett-Mannschaft vor der Mannschaft aus Ungarn.
2007 gewann Nikischina die russischen Meisterschaften.

## Auszeichnungen
- 2008:  Verdienter Meister des Sports Russlands[2][3]
- 2009:  Orden der Freundschaft[2][3]